# Lucius Vitellius
Lucius Vitellius (en latin : Lucius Vitellius Major) (10 av. J.-C. à +51) fut, sous les règnes de Tibère, Caligula et surtout celui de Claude, un personnage de première importance dans la vie politique romaine.
Il fut, entre autres, consul au moins à trois reprises en 34, 43 et 47. Il mena brillamment sous Tibère une campagne contre les Parthes en tant que légat de Syrie. À la fin 36 ou au début de l'année 37, il renvoie Ponce Pilate à Rome, pour qu'il s'explique auprès de l'empereur, après que le préfet de Judée a supposément commis une grosse faute ; c'est aussi lui qui renvoie le grand prêtre Caïphe à la pâque 37, célèbres l'un et l'autre pour avoir été des acteurs essentiels du procès de Jésus et de sa condamnation à la crucifixion. 
Lucius Vitellius fut l'un des plus influents sénateurs sous les empereurs Caligula et Claude, ce qui lui permit d'avoir l'honneur extraordinaire d'être trois fois consul. Il fut aussi l’un des conseillers les plus influents de l'empereur Claude. Plusieurs auteurs antiques décrient son attitude complaisante et courtisane auprès de Caligula et de Claude. Tacite lui reconnaît toutefois une action très efficace comme gouverneur de province.
Selon Suétone, une statue lui fut érigée après sa mort.
Fils de Publius Vitellius, il s'est marié avec Sextilia et fut le père de l'éphémère empereur Vitellius qui régna lors de l'année des quatre empereurs (fin 69), et de Lucius Vitellius Minor.

## Origine
Suétone dit que l'origine de la famille est incertaine, descendante d'un affranchi selon les uns, ou issue d'une très ancienne famille patricienne du Latium selon d'autres. Le premier ancêtre connu est un Publius Vitellius, chevalier romain et procurateur des finances d'Auguste. Ses quatre fils firent carrière : Aulus fut consul en 32 avec Gnaeus Domitius Ahenobarbus, père du futur Néron ; Quintus fut exclu du Sénat romain sous Tibère ; Quintus fut préteur, mais fut disgracié comme complice de Séjan et assigné à résidence sous la garde de son frère. Lucius, le cadet, atteint le consulat et est ensuite nommé légat d'Auguste propréteur dans la province romaine de Syrie.

## Légat de Syrie

### Anarchie chez les Parthes et en Arménie

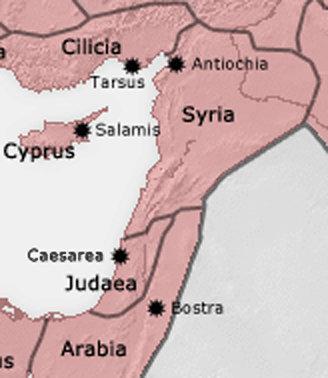
La province romaine de Syrie au II. À l'époque où Lucius Vitellius en était gouverneur l'espace noté Arabia est encore le royaume Nabatéen, (cap. Pétra), des petits royaumes clients bordent la frontière Est à l'intérieur de la province. Avec au nord de l'ex-tétrarchie de Philippe, le royaume d'Abilène

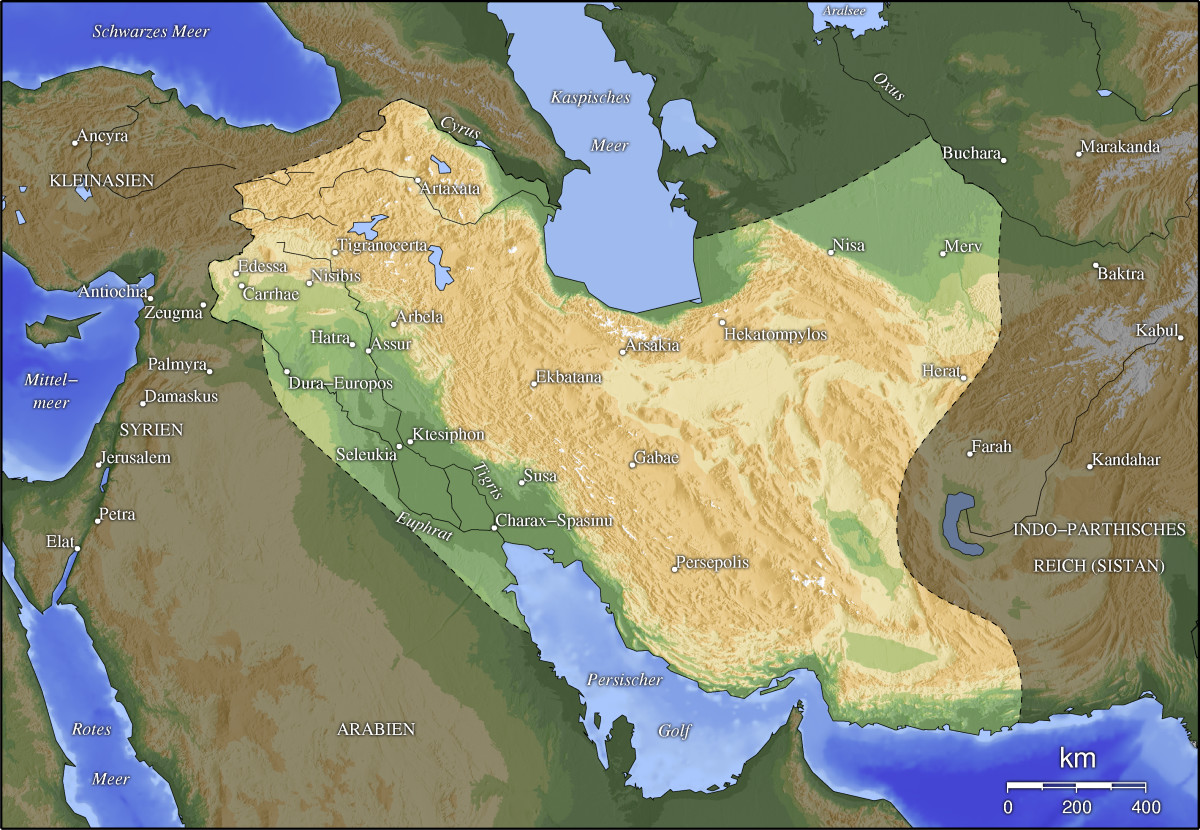
L'Empire Parthe lorsqu'il contrôle le royaume d'Arménie (délimitations approximatives)

Le royaume d'Arménie au I.

En Arménie, alors que le règne d'Artaxias III a été marqué par une période de stabilité sous protectorat romain, l'instabilité dynastique recommence dès sa mort (en 34). Le roi parthe Artaban III (roi de 12 à 38) en profite pour pousser sur le trône du royaume d'Arménie, l'aîné de ses fils appelé Arsace. Dans le même temps, il a exigé la restitution des trésors laissés en Syrie par Vononès et la restauration « des frontières des Achéménides et des Macédoniens ».
Cette situation préoccupe grandement l'empereur Tibère, puisque l'Arménie est un protectorat romain depuis 65 av. J.-C. (Pompée), mais fidèle à sa doctrine il veut contrer les Parthes sans entrer dans une guerre ouverte contre eux.
Des nobles Parthes, refusant l'autorité d'Artaban, venus à Rome pour demander le soutien de l'empire pour renverser Artaban, vont lui en donner l'occasion. La noblesse parthe exige toutefois que le remplaçant d'Artaban, soit un arsacide. L'accord se fait sur le nom de Phraatès VI, un descendant de Phraatès IV, qui avait été élevé comme otage à Rome.

### Mort des deux premiers prétendants
En 35, après que Lucius Vitellius a été consul, l'empereur Tibère lui confie la délicate mission de gérer cette situation et le nomme légat de Syrie. Lucius Vitellius remplit intégralement sa mission, tout en limitant au maximum l'intervention directe de l'armée romaine.
Phraates VI commence à peine à s'opposer à Artaban III sur le territoire parthe qu'il meurt, « trop faible pour des mœurs qui n'étaient plus les siennes, il fut emporté par une maladie », nous dit Tacite. « Tibère n'en poursuivit pas moins ses desseins. Il donne pour rival à Artaban Tiridate, prince du même sang ».
Pour l'Arménie, l'empereur romain Tibère refuse d'accepter la remise en cause du protectorat romain sur ce pays et  suscite un autre candidat en la personne de Mithridate d'Arménie. Vitellius agit alors pour le réconcilier avec son frère le roi Pharsman Ier d'Ibérie. La réconciliation obtenue et le pacte qui en découle aurait pu ouvrir une intéressante symbiose arméno-géorgienne destinée à dominer la Transcaucasie.
Vitellius prend aussi contact avec les féodaux arméniens, aide à construire une opposition et finalement à la cour d'Arménie, le parti pro-romain fait empoisonner Arsace après moins d'un an de règne, ; Tacite attribue l'empoisonnement à des serviteurs soudoyés. En même temps les Ibériens (ou Iberniens), avec des troupes nombreuses, envahirent l'Arménie et s'emparèrent de la ville d'Artaxate,,.

### Poursuite de l'activité diplomatico-militaire de Vitellius
Artaban III ne s'avoue pas vaincu et envoie alors un autre de ses fils, Orodès, succéder à Arsace et affronter Mithridate d'Arménie,. Il donne à son fils « une armée de Parthes, et envoie au dehors acheter des auxiliaires (v. 35) ».
De son côté, Pharsman Ier d'Ibérie appelle à son aide de nouveaux mercenaires albaniens et sarmates et des tribus nomades vivant au-delà du Caucase. Les troupes d'Orodès sont mises en fuite, après que celui-ci a été blessé et que se répand la rumeur de sa mort. Il est fort probable qu'Orodès ait succombé à ses blessures, peu après la bataille. « Artaban remue, pour venger cette défaite, toutes les forces de son empire », il se porte en Arménie, où les forces Iberniennes et celles de Mithridate d'Arménie lui résistent fortement.
Finalement, Lucius Vitellius déploie les légions romaines en pays parthe au-delà de l'Euphrate, qu'elles ravagent sans rencontrer de réelle opposition, tout « en semant le bruit d'une invasion de toute la Mésopotamie ». Confronté à une très forte résistance en Arménie, menacé d'une invasion totale sur ses arrières en Mésopotamie et alors que lui parvient des informations qui montrent que ses nobles commencent à conspirer contre lui, Artaban est contraint d'abandonner ses prétentions sur l'Arménie.
« Alors Artaban quitta l'Arménie, et ses affaires allèrent en décadence. Vitellius sollicitait les Parthes d'abandonner un roi qui était leur fléau, dans la paix par sa cruauté, dans la guerre par ses revers. ».

### Rencontre sur l'Euphrate pour signer la paix
Au cours du second semestre 36, tous les rois de la région sont conviés à une rencontre qui a lieu sur un pont de l'Euphrate pour signer la paix générale dans la région. Vitellius, Artaban III et Mithridate d'Arménie sont là naturellement, mais tous les autres rois de la région sont probablement aussi présents. Flavius Josèphe mentionne d'ailleurs la participation d'Hérode Antipas, le tétrarque de Galilée, pourtant assez éloigné du théâtre d'opération et qui n'a pas pris part au conflit. Cette rencontre scelle la victoire romaine sur Artaban, qui abandonne ses prétentions sur l'Arménie. Elle marque aussi le réel succès de Vitellius obtenu en deux années de manœuvres et aussi « deux étés de guerres » (d'après Tacite), menées de mains de maître en minimisant le plus possible l'intervention directe des forces romaines. Lors de cette entrevue, Artaban reconnaît le roi Mithridate d'Arménie qui est le candidat des romains, aussi soutenu par son frère, le roi Pharsman Ier d'Ibérnie,, avec lequel Vittelius vient de le réconcilier. Dans l'esprit de Vitellius, cette alliance arméno-iberne est conçue pour durer et destinée à dominer la Transcaucasie. Artaban accepte aussi d'envoyer certains de ses fils en otages à Rome. il faut dire qu'il est à ce moment-là en position très difficile puisque deux de ses fils, pressentis pour être rois d'Arménie, ont été tués dans l'aventure Arménienne et que ses nobles se sont rebellés pour nommer un roi concurrent en Parthie. Cette « guerre civile en Parthie » est d'ailleurs « conçue par Rome » et secrètement soutenue par les romains. Pour E. Mary Smallwwood, le problème Armeno-Parthe, en suspens depuis quinze ans, trouvait ainsi une solution, alors que « le roi parthe avait été suffisamment humilié pour être prêt à accepter la volonté romaine en Arménie en échange de la reconnaissance par les romains de sa souveraineté indépendante. » Ce qui marquait le plein succès de Vitellius.
Antipas écrit immédiatement à Tibère pour lui faire part de ce succès diplomatique. Lucius Vitellius fait de même de son côté mais Tibère lui répond qu'il savait déjà tout grâce à la lettre d'Antipas. Flavius Josèphe nous indique alors que Vitellius s'inquiéta du tort que ce courrier et la présentation des faits par Antipas aurait pu lui occasionner. Il conclut toutefois que finalement Vitellius s’aperçut que ce courrier ne lui était pas défavorable.
Il est probable que le roi d'Adiabène, Izatès II ait aussi participé à cette rencontre sur l'Euphrate et qu'Artaban III a dû renoncer à sa suzeraineté sur l'Adiabène. En effet, au sortir de cette crise, on constate que l'Adiabène n'est plus vassale des Parthes mais du royaume d'Arménie. Elle a en fait gagné une plus large autonomie. Surtout parce qu'à la mort de Tibère (mars 37), la folie de Caligula vient compromettre tous les efforts de Vitellius. Sans raison, l'Empereur convoque Mithridate d'Arménie à Rome et le déchoit de sa royauté (37). Les Parthes ne manquent pas de profiter de cette faute pour réoccuper l'Arménie, et l'Adiabène se joint à eux et affirme encore plus son autonomie en rejetant sa vassalité arménienne. Ainsi, dans les faits, cette vassalité n'a guère duré plus d'un an, même si cela n'est validé par aucun traité.

### Action de Vitellius en Judee
Pendant toute la première partie du gouvernorat de Ponce Pilate (de 26 à 34), celui-ci se livre à diverses provocations à l'égard de ses administrés, judeens et judeo chrétiens ou samaritains. Jean-Pierre Lémonon indique que les actions de Pilate s'inscrivaient dans une évolution logique de la politique romaine. À partir d'un moment qui semble coïncider avec la nomination de Lucius Vitellius comme légat de Syrie (en 35), celles-ci cessent ». Toutefois, Jean-Pierre Lémonon estime que rien ne prouve que les incidents ne se poursuivent pas au-delà de 34, il place d'ailleurs la répression des Samaritains vers la fin 36.
Selon Jean-Pierre Lémonon, Vitellius vint à Jérusalem à trois reprises en tenant compte des différences entre les récits du livre XV des Antiquités judaïques (405) et de celle du livre XVIII (90ss). Toutefois, il y a débat sur cette question et E. Mary Smallwood estime que Vitellius n'est monté que deux fois à Jérusalem. Le nombre de venues de Vitellius à Jérusalem a été particulièrement étudié, car cela a une incidence sur le moment précis du renvoi de Ponce Pilate et de la destitution de Caïphe.
Vitellius fait une visite à Jérusalem en 36, « le peuple lui demande la restitution de la garde des vêtements du grand prêtre ». Le légat écrit à Tibère pour obtenir son aval.

#### Défaite d’Antipas face à une coalition menée par Arétas, punition divine
« Obéissant à des motivations purement dynastiques », pour être nommé par l'empereur à la tête de la tétrarchie de Philippe qui vient de mourir (vers 34), Antipas a imaginé conforter sa position en se mariant avec Hérodiade, pourtant mariée à son demi-frère Hérode (appelé Philippe dans les évangiles attribués à Marc et Matthieu). Pour éviter le déshonneur d'être répudiée ainsi qu'Antipas et Hérodiade l'ont convenu en secret, Phasaélis épouse d'Antipas et fille du roi de Pétra Arétas IV s'est enfuie dans le royaume de son père,,, assumant ainsi que l'alliance entre Antipas et Arétas est brisée.

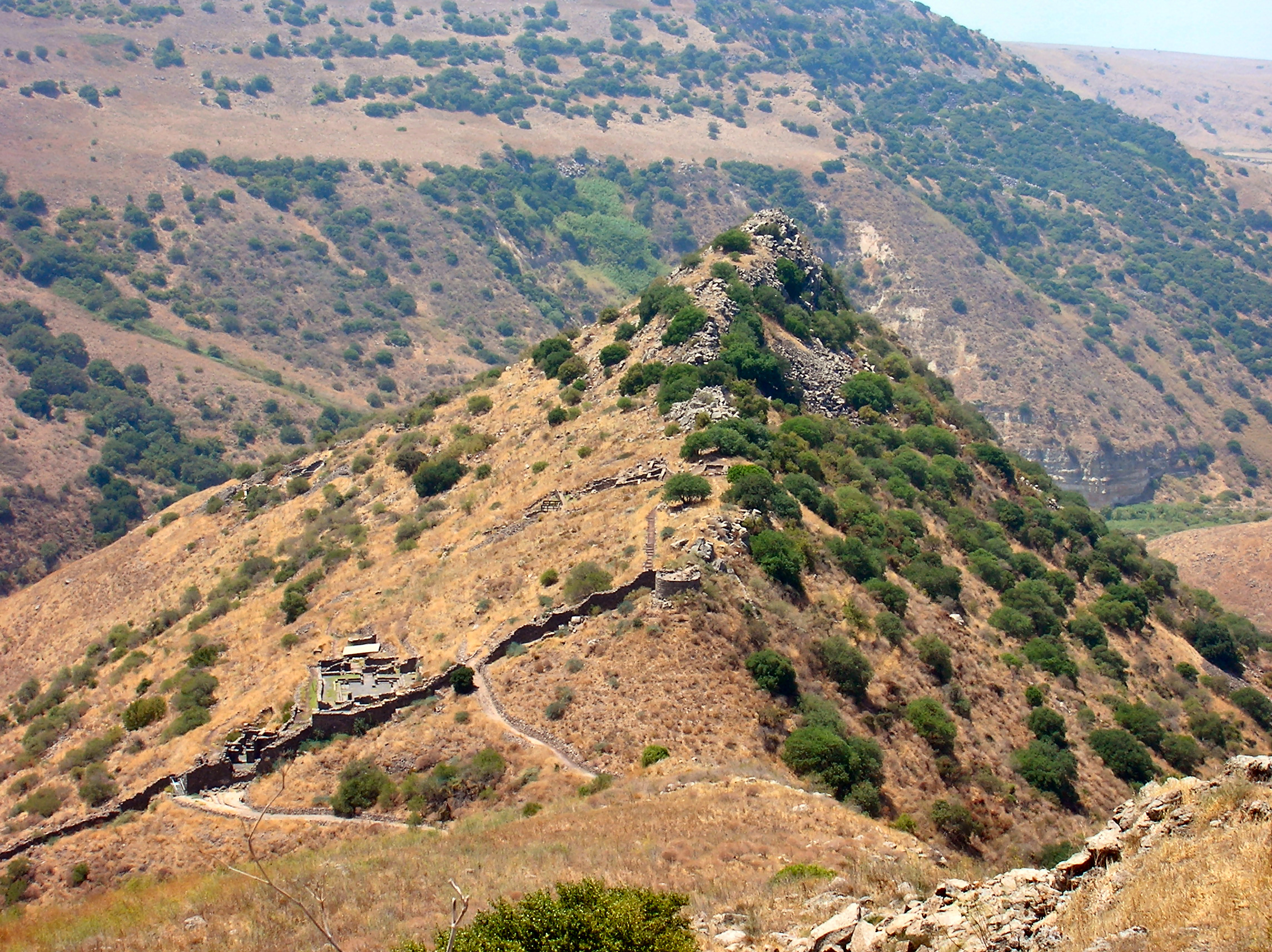
Ruines de la cité fortifiée de Gamala, enjeu de la guerre entre Arétas IV et Hérode Antipas. (On entrevoit au fond, le lac de Tibériade.)

Peu après, Arétas exploite le prétexte d'une contestation de frontières « du territoire de Gamala » et déclare la guerre à Antipas. Il est possible qu'Arétas ait profité de la participation d'Antipas à la grande conférence sur l'Euphrate, pour celer la paix et la victoire romaine sur Artaban III (automne 36), pour déclencher son offensive,.
Une bataille a alors lieu et « toute l'armée d'Hérode est taillée en pièces à cause de la trahison de transfuges qui, tout en appartenant à la tétrarchie de Philippe, étaient au service d'Hérode [Antipas]. » Suivant Flavius Josèphe, cette défaite intervient « en juste vengeance de Jean surnommé Baptiste ». La défaite d'Antipas est ainsi considérée au sein de la population juive comme une vengeance divine contre Antipas pour le punir d'avoir mis à mort Jean et dont Arétas IV n'aurait été que l'instrument.
Les « transfuges qui, tout en appartenant à la tétrarchie de Philippe, étaient au service d'Hérode » sont probablement les habitants de la Batanée – que Flavius Josèphe appelle souvent des « Babyloniens » – et qui fournissent traditionnellement une « aile » de cavalerie aux rois ou tétrarques juifs. Selon Moïse de Khorène, ainsi que plusieurs sources en syriaque et en arménien, le roi d'Édesse, Abgar V « fournit des auxiliaires » au roi Nabatéen, Arétas IV,. Ceux-ci combattent « sous la conduite de Kosran Ardzrouni, pour faire la guerre à Hérode (Antipas) ». Toutefois, l'historicité de cette mention est contestée par Jean-Pierre Mahé. Pour des critiques comme Ilaria Ramelli ou Robert Eisenman, le soutien d'Abgar V aurait été motivé par le fait que l'empereur Tibère n'a pas sanctionné Ponce Pilate et Caïphe après la crucifixion de Jésus comme il s'y était engagé dans sa réponse à Abgar V,. Toutefois, cette correspondance entre Abgar V et Tibère est considérée depuis plusieurs siècles comme entièrement légendaire par l'Église latine d'Occident, au point que le cycle de ces écrits a été nommée « Légende d'Abgar ». Certains critiques modernes se rangent à cet avis, alors que si la plupart des critiques estiment qu'il est possible que la ville d'Édesse ait été évangélisée par Thaddée - Addaïe, il est difficile d'utiliser des sources aussi controversées.

#### Renvoi de Ponce Pilate
Au cours de l'année 36, Ponce Pilate fait réprimer avec célérité un rassemblement de Samaritains sur le mont Garizim, dont certains avaient pris leurs armes. Cette nouvelle répression provoque des plaintes du conseil des Samaritains à son encontre auprès de Vitellius. Ébranlé par les plaintes qui s'accumulent tant des Juifs que des Samaritains sur les exactions de Pilate, Vitellius décide de son renvoi à Rome pour qu'il s'en explique avec l'empereur. Cela constitue une mesure exceptionnelle, car le contrôle des actions du préfet de Judée qui tient son imperium directement de l'empereur, ne relève pas, en principe, des compétences d'un légat de Syrie. Pour Lester L. Grabbe, « la raison exacte pour laquelle [Vitellius] accepte ces accusations n'est pas claire, mais il les a acceptées. » Pilate se soumet toutefois à l'ordre de Vitellius. « Dur avec les habitants de la province, Pilate achève son séjour en Judée par une manifestation de soumission. » Ce renvoi a lieu vers la fin de l'année 36 ou le début de l'année 37, au plus tard à la fin février. Selon Jean-Pierre Lémonon, Vitellius ne se serait pas déplacé pour ordonner à Pilate de partir pour Rome. Il a seulement envoyé Marcellus — un de ses amis — pour le remplacer, pour assurer la fonction d'epimeletes (ἐπιμελητής), c'est-à-dire « préposé », « chargé de mission » en ordonnant à Pilate de retourner à Rome, apparemment pour passer en procès devant Tibère.

#### Renvoi de Joseph Caïphe
Selon Flavius Josèphe, Vitellius vient en Judée et à Jérusalem au moment de la Pâque 37.
« Reçu avec magnificence, il fit remise aux habitants de l'ensemble des impôts sur la vente des récoltes. II accorda aussi que le vêtement du grand-pontife et tous ses ornements fussent placés dans le Temple et gardés par les prêtres comme ils en avaient. jadis la prérogative ; pour le moment, c'était dans la citadelle appelée l'Antonia qu'ils étaient déposés […] Vitellius prit soin que le vêtement fût gardé conformément à nos coutumes nationales et enjoignit au commandant de la garnison de ne pas s'inquiéter du lieu où il était, ni du jour où on s'en servirait. »
— Flavius Josèphe, Antiquités judaïques, livre XVIII, IV, 3
Ces mesures marquent une réelle volonté de conciliation et une nette inflexion de la politique précédente. À la fin de la fête, Vitellius destitue le grand prêtre Joseph Caïphe et nomme Jonathan ben Hanan pour le remplacer, ce qui semble confirmer que Marcellus n'a que des pouvoirs limités, car ce pouvoir de destitution/nomination des grands prêtres est une prérogative des gouverneurs de Judée et pas de celui de Syrie.

#### Interruption de la campagne contre le roi Arétas
Selon Flavius Josèphe, Vitellius, vient une troisième fois à Jérusalem au printemps 37, lors de la Pentecôte. Cette fois, il était accompagné de deux légions car Tibère lui avait donné l'ordre « de faire la guerre [au roi Arétas IV] et de le ramener enchaîné, s'il le prenait vivant, ou d'envoyer sa tête s'il était tué », pour le punir de la défaite qu'il avait fait subir aux armées d'Antipas, l'automne précédent.
« Comme il se préparait à faire traverser la Judée par son armée, les principaux citoyens vinrent le trouver et essayèrent de le détourner de passer par leur pays, car il n'était pas conforme à leur tradition de laisser transporter des images ; or, il y en avait beaucoup sur les enseignes. Déférant à leur demande, il changea les résolutions qu'il avait prises à ce sujet. Ayant ordonné à ses troupes de marcher par la grande plaine, lui-même monta avec le tétrarque Hérode et ses amis à Jérusalem, pour sacrifier à Dieu pendant la fête nationale des Juifs qui y avait lieu. »
— Flavius Josèphe, Livre XVIII, V, 1.
Comme pour le vêtement du grand-prêtre, Vitellius montre à nouveau son désir de conciliation dans une affaire d'enseignes – il faut dire que celles de la Xe légion représentaient un sanglier ou un cochon sauvage. Après la fête, il destitue à nouveau le grand prêtre et lui substitue Théophile.
Vitellius assiste à la fête et quatre jours après arrive l'annonce de la mort de Tibère (mort le 17 mars 37). Le légat de Syrie fait alors acclamer Caligula et interrompt la campagne contre la Nabathée, attendant les ordres du nouvel empereur.

#### Hérode Agrippa devient roi de Bathanée
Bien que Flavius Josèphe ne le rapporte pas, un accord a finalement du être trouvé entre Arétas et les Romains dans lequel Vitellius a probablement joué un rôle. Dès son accession à l'empire, Caligula nomme Agrippa Ier, roi des territoires qui avaient constitué la tétrarchie de Philippe (fin mars 37) et qui comprenait la Gaulanitide et la ville de Gamala, enjeu de la bataille qui avait vu la déroute des armées d'Hérode Antipas. Lorsque Agrippa vient prendre possession de son royaume dans la seconde partie de l'année 38, il n'y a plus trace de conflit, ni de troupes arabes dans la région. 
Agrippa, le frère d'Hérodiade, était parvenu à retrouver son indépendance et était attiré par Rome et les relations qu'il y avait tissées. Bien décidé à se rendre à Rome, « pour accuser le tétrarque » Hérode Antipas auprès de Tibère, afin d'essayer de prendre son domaine, il arrive dans la ville au printemps 36. Au début, il est bien accueilli par Tibère, mais après être tombé une première fois en disgrâce, il est jeté brutalement dans les fers, parce qu’un jour, voulant flatter Caligula, il lui échappa de dire : « Ah ! si Tibère s’en allait bientôt et laissait la couronne à plus digne que lui ! », ce qu'un de ses esclaves rapporte à Tibère,. Pour Gilbert Picard, c'est parce qu'Agrippa avait été évincé de ses prétentions à obtenir la tétrarchie d'Antipas qu'il se serait mis à comploter contre Tibère. Agrippa reste en prison jusqu’à la mort de Tibère, survenue six mois après (16 mars 37).
L’avènement au trône de son ami Caligula relança la fortune d’Agrippa. Au moment où Ponce Pilate arrivait à Rome, le nouvel empereur le tira de prison et lui octroya, outre le titre de roi, les territoires de Philippe.

#### Le nombre de venues en Judée
Il y a débat entre les historiens au sujet du nombre de fois où Vitellius est venu en Judée, alors que cette province n'était pas sous l'autorité du gouverneur de Syrie. En effet, même en supposant que pour renvoyer Ponce Pilate, il s'est contenté d'envoyer « un de ses amis » appelé Marcellus, si l'on suit les indications de Flavius Josèphe, Vitellius serait venu trois fois à Jérusalem en à peine plus d'un an (de la pessah 36 à la Pentecôte 37). De plus, certains historiens contestent que Ponce Pilate ait pu obtempérer à un ordre écrit de Vitellius le renvoyant à Rome (fin 36, début 37), alors qu'il tenait son imperium de l'empereur Tibère, sans que Vitellius se déplace pour le lui ordonner personnellement.
Pour la plupart des critiques, Vitellius vint à Jérusalem à trois reprises en tenant compte des différences entre les récits du livre XV des Antiquités judaïques (405) et de celle du livre XVIII (90ss). Toutefois, il y a débat sur cette question et E. Mary Smallwood estime que Vitellius n'est monté que deux fois à Jérusalem. Le nombre de venues de Vitellius à Jérusalem a été particulièrement étudié, car cela a une incidence sur le moment précis du renvoi de Ponce Pilate et de la destitution de Caïphe.

## Retour en Italie
Après que Caligula a nommé Publius Pétrone — le père de Titus Petronius Niger, l'auteur probable du Satyricon — comme successeur de Vitellius, celui-ci est retourné en Italie et selon le témoignage de Pline l'Ancien, il a ramené de Syrie diverses variétés de figues et de pistaches.

## Censure
En 47, Lucius Vitellius est consul pour la troisième fois, et Claude se l'associe comme censeur, fonction de recensement qui n'avait pas été exercée depuis des années. Selon Tacite, pour plaire à Agrippine, il abuse de cette fonction pour accuser le futur gendre de Claude Lucius Junius Silanus de relations incestueuses avec sa sœur Junia Calvina, et le fait exclure du Sénat et démettre de sa charge de préteur.

## Sources antiques
- Aurelius Victor, Epitome de Caesaribus, VII, 1.
- Dion Cassius, Histoire romaine, LIX, 17-22; LVIII, 26.
- Flavius Eutropius, Abrégé de l’histoire romaine, Livre VII, 12 et 18.
- Frontin, De Aquaductu urbis Romae, II, 102.
- Flavius Josephe, Antiquités juives, XV, 405; XVIII, 90-120; XX, 12.
- Pline, Histoire naturelle, XV. 83
- Plutarque, Vitae Parallelae, Galba.
- Suetone, Caligula, XIV, 1
- Suetone, Vitellius, II.
- Tacite, Annales, VI, 41-48; XI, 1-3 et 33-37; XII, 4-7.